# Ojajärvi (sjö i Kihniö, Birkaland)
Ojajärvi är en sjö i kommunen Kihniö i landskapet Birkaland i Finland. Sjön ligger 146,1 meter över havet. Arean är 74 hektar och strandlinjen är 5,31 kilometer lång. Sjön  ingår i Kyro älvs huvudavrinningsområde.   Den ligger omkring 89 km norr om Tammerfors och omkring 250 km norr om Helsingfors. 